# 山西博文
山西 博文（やまにし ひろふみ、1963年6月22日 - ）は、広島県出身の元サッカー選手（DF）、元サッカー審判員。現在はJリーグのサンフレッチェ広島職員。

## 来歴
広島市立舟入高等学校、東京農業大学卒業。高校・大学の1年先輩に石井知幸がいる。
卒業後マツダに入社、マツダSC（現サンフレッチェ広島）に在籍。ディフェンダーとして松田浩や信藤克義)らとともにDFラインを形成し、高橋真一郎、風間八宏、森保一、織田秀和、前川和也らとプレーした。
Jリーグ発足後はプロ契約を結ばず、サンフレッチェ広島強化部の職員としてユース年代の指導に当たりつつ、審判員として活動する。1997年に1級審判員登録。以後、J1を中心とした国内試合の主審として笛を吹く。
審判員の活動が本格化すると同時に指導者の立場からは離れたが、サンフレッチェ広島に事業部職員として在籍、2006年までスタジアムで販売される弁当・グルメの企画開発を担当、試合前に不定期で行われるサポーター向けルール講習会の講師も行っていた。
2008年現在、事業本部営業部に所属し、スポンサーとの契約交渉を担当。
2009年度をもって審判業を引退し、サンフレッチェ広島での業務に専念することになった。
サンフレッチェ広島職員の傍ら審判員をこなしていたこともあり、広島の公式戦において審判員を務めることはなかった。

## 所属クラブ
- 広島市立舟入高等学校
- 東京農業大学
- 1986年 - 1992年 : マツダSC

## 個人成績
| 国内大会個人成績 | 国内大会個人成績 | 国内大会個人成績 | 国内大会個人成績 | 国内大会個人成績 | 国内大会個人成績 | 国内大会個人成績 | 国内大会個人成績 | 国内大会個人成績 | 国内大会個人成績 | 国内大会個人成績 | 国内大会個人成績 |
| 年度             | クラブ           | 背番号           | リーグ           | リーグ戦         | リーグ戦         | リーグ杯         | リーグ杯         | オープン杯       | オープン杯       | 期間通算         | 期間通算         |
| 年度             | クラブ           | 背番号           | リーグ           | 出場             | 得点             | 出場             | 得点             | 出場             | 得点             | 出場             | 得点             |
| 日本             | 日本             | 日本             | 日本             | リーグ戦         | リーグ戦         | JSL杯            | JSL杯            | 天皇杯           | 天皇杯           | 期間通算         | 期間通算         |
| ---------------- | ---------------- | ---------------- | ---------------- | ---------------- | ---------------- | ---------------- | ---------------- | ---------------- | ---------------- | ---------------- | ---------------- |
| 1986-87          | マツダ           |                  | JSL1部           |                  |                  |                  |                  |                  |                  |                  |                  |
| 1987-88          | マツダ           |                  | JSL1部           |                  |                  |                  |                  |                  |                  |                  |                  |
| 1988-89          | マツダ           |                  | JSL2部           |                  |                  |                  |                  |                  |                  |                  |                  |
| 1989-90          | マツダ           |                  | JSL2部           | 24               | 2                |                  |                  |                  |                  |                  |                  |
| 1990-91          | マツダ           | 13               | JSL2部           | 1                | 0                | 0                | 0                |                  |                  |                  |                  |
| 1991-92          | マツダ           | 13               | JSL1部           | 5                | 0                | 0                | 0                |                  |                  |                  |                  |
| 通算             | 日本             | 日本             | JSL1部           | 22               | 0                |                  |                  |                  |                  |                  |                  |
| 通算             | 日本             | 日本             | JSL2部           |                  |                  |                  |                  |                  |                  |                  |                  |
| 総通算           |                  |                  |                  |                  |                  |                  |                  |                  |                  |                  |                  |

その他の公式戦
- 1991年
  - コニカカップ 2試合0得点

## 審判実績
1級審判員登録：1997年12月11日
Jリーグ登録：J1副審 1999年-2000年/J1主審 2001年-2009年
- J1 主審96試合 副審11試合
- J2 主審51試合 副審3試合

国際主審 2002年-2006年